# PSMB2
PSMB2 (англ. Proteasome subunit beta 2) — білок, який кодується однойменним геном, розташованим у людей на короткому плечі 1-ї хромосоми. Довжина поліпептидного ланцюга білка становить 201 амінокислот, а молекулярна маса — 22 836.
| 10         |  | 20         |  | 30         |  | 40         |  | 50         |
| ---------- |  | ---------- |  | ---------- |  | ---------- |  | ---------- |
| MEYLIGIQGP |  | DYVLVASDRV |  | AASNIVQMKD |  | DHDKMFKMSE |  | KILLLCVGEA |
| GDTVQFAEYI |  | QKNVQLYKMR |  | NGYELSPTAA |  | ANFTRRNLAD |  | CLRSRTPYHV |
| NLLLAGYDEH |  | EGPALYYMDY |  | LAALAKAPFA |  | AHGYGAFLTL |  | SILDRYYTPT |
| ISRERAVELL |  | RKCLEELQKR |  | FILNLPTFSV |  | RIIDKNGIHD |  | LDNISFPKQG |
| S          |  |            |  |            |  |            |  |            |

A: Аланін

C: Цистеїн

D: Аспарагінова кислота

E: Глутамінова кислота

F: Фенілаланін

G: Гліцин

H: Гістидин

I: Ізолейцин

K: Лізин

L: Лейцин

M: Метіонін

N: Аспарагін

P: Пролін

Q: Глутамін

R: Аргінін

S: Серин

T: Треонін

V: Валін

Кодований геном білок за функціями належить до гідролаз, протеаз, треонінових протеаз.
Задіяний у такому біологічному процесі як взаємодія хазяїн-вірус.
Локалізований у цитоплазмі, ядрі.